# Kinoúsa
Kinoúsa (grec moderne : Κινούσα) est un village de Chypre de plus de 71 habitants.